# Белопольский район
Белопо́льский райо́н (укр. Білопільський район) — упразднённое административно-территориальное образование в Сумской области Украины.

## Географическое положение
Расположен в центре Сумской области, граничит с Курской областью России — а также с Бурынским, Сумским, Лебединским, Путивльским, Недригайловским районами Сумской области. Административным центром района является город (c 1672 года) Белополье, расположенный на реке Выр (левый приток Сейма, бассейн Днепра). Железнодорожная станция на линии Сумы — Ворожба, на расстоянии 45 км к северо-западу от областного центра Сумы.
По территории района протекают реки Сейм, Выр, Волфа, Павловка, Крыга, Вижлица, Куяновка, Локня, Бобрик, Сула.

## Демография
В 1979 году население района составляло 85,1 тыс. человек, в 2001 году — 61 064 человека (в том числе городское — 33 637, сельское — 27 427 человек).

## История

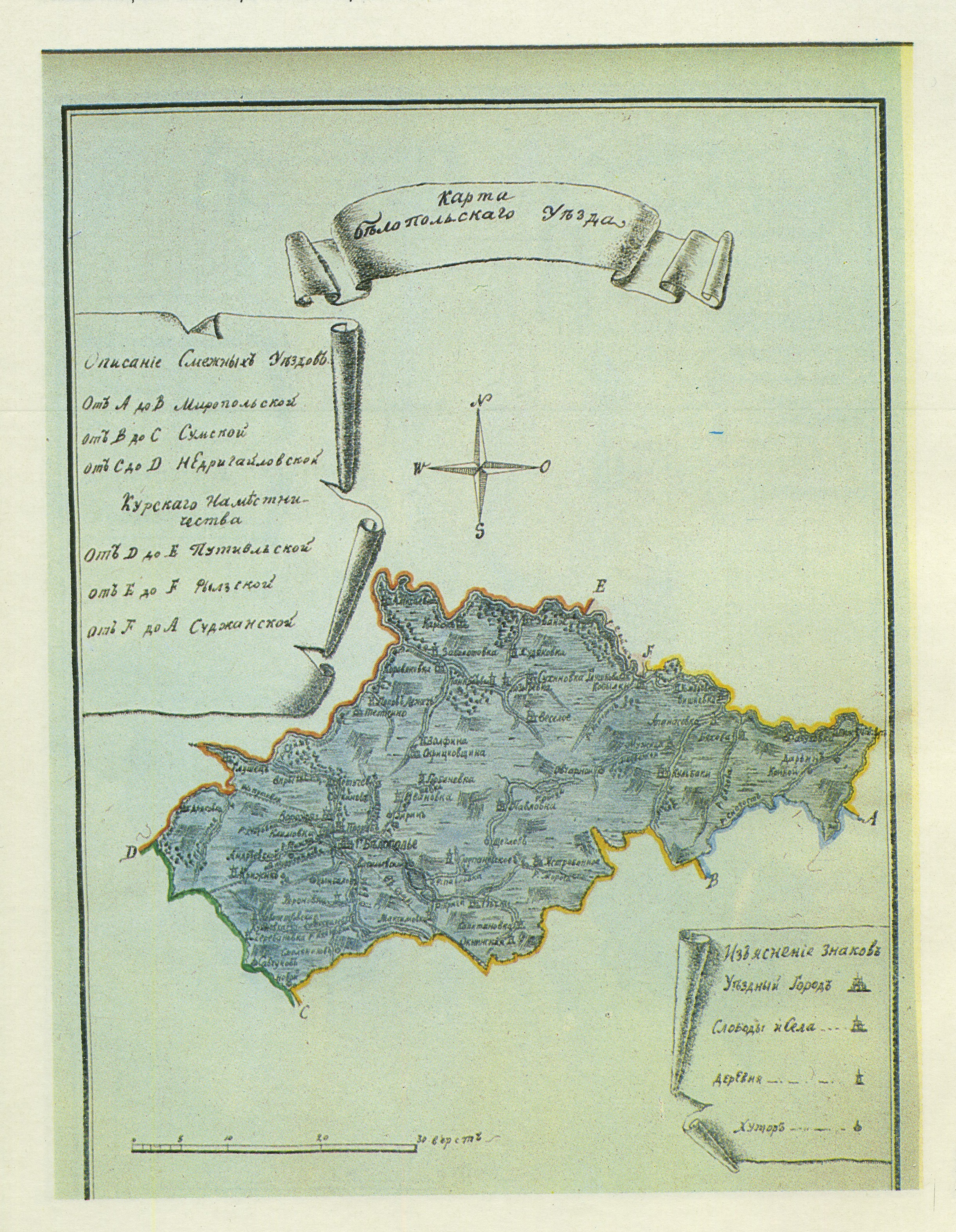
Карта Белопольского уезда, 18 век. Из Топографического описания Харьковского наместничества

Во времена Киевской Руси на территории современной Белопольщины был основан город Вырь, находившийся в месте слияния рек Вирь и Крыга. Первое летописное упоминание о нём относится к 1096 году. В 1239 году Вырь, как и многие другие, были опустошены и сожжены монголо-татарами. После этого упоминания о городе исчезают.
После монголо-татарского нашествия наступает длительный период (XIII—XV вв.) постепенного заселения территории так называемого «Дикого поля», позднее — Слободской Украины.
В 50—60 годах XVII века происходило основание значительного количества поселений на Сумщине как северо-западной части всей Слобожанщины. Датой возникновения Белополья считается 1672 год, когда группа украинских казаков, пришедших из разных населенных пунктов, во главе с сотником Фомой Федоровым поселились на древнем Вирском городище.
С 1923 года — в составе Сумского округа Харьковской губернии УССР.
С 1932 года — в составе Харьковской области.
17 июля 2020 года в результате административно-территориальной реформы район вошёл в состав Сумского района.

## Административное устройство
Район включает в себя:
| - Городских советов: 2 - Поселковых советов: 2 - Сельских советов: 24 | - Городов: 2 - Посёлков городского типа: 2 - Посёлков: 7 - Сёл: 115 |

### Местные советы
| - Белопольский городской совет - Ворожбянский городской совет - Жовтневенский поселковый совет - Ульяновский поселковый совет - Анновско-Вировский сельский совет - Бобрикский сельский совет - Верхосульский сельский совет - Вировский сельский совет - Вороновский сельский совет - Горобовский сельский совет - Гуриновский сельский совет - Искрисковщинский сельский совет - Кальченковский сельский совет - Коршачинский сельский совет | - Куяновский сельский совет - Луциковский сельский совет - Марковский сельский совет - Нововирковский сельский совет - Ободовский сельский совет - Павловский сельский совет - Речковский сельский совет - Рыжевский сельский совет - Сергеевский сельский совет - Супруновский сельский совет - Терещенковский сельский совет - Толстянский сельский совет - Тучненский сельский совет - Шкуратовский сельский совет |

### Населённые пункты[6]
| с. Александровка с. Алексенки пос. Амбары с. Анновка-Вировская с. Анновка-Терновская с. Анновское с. Аркавское с. Атинское с. Бабаковка с. Баиха с. Бакша с. Барыло с. Беланы с. Беликовка с. Беловишневое г. Белополье с. Бессаловка с. Бессокирное с. Бобрик с. Болотышино с. Бубликово с. Будки с. Бутовщина с. Валиевка с. Василевщина с. Верхосулка с. Веселое с. Виры с. Волфино г. Ворожба с. Воронино с. Вороновка | с. Гезовка с. Гирино с. Головачи с. Голышевское с. Горобовка с. Гостинное с. Гуриновка с. Дегтярное с. Дудченки с. Желобок с. Заречное с. Зелёное пос. Зоряное с. Иосипово с. Искрисковщина пос. Калиновка с. Кальченки с. Кандыбино с. Катериновка с. Кислая Дубина с. Коваленки с. Комарицкое с. Коршачина с. Котенки с. Кравченково с. Крыжик с. Курасово с. Куяновка пос. Лидино с. Лохня с. Луциковка с. Макеевка | с. Максимовщина с. Марковка с. Марьяновка с. Машары с. Мелячиха с. Мирлоги с. Мороча с. Москаленки с. Мукиевка с. Нагорновка с. Нескучное пгт Николаевка с. Николаевка-Терновская с. Новоандреевка с. Новоивановка с. Новопетровка с. Новые Вирки с. Ободы с. Омельченки с. Павленково с. Павловка с. Павловское с. Пащенково пос. Перемога с. Перше Травня с. Першотравневое с. Песчаное с. Птичье с. Речки с. Рогозное с. Руда с. Руденково | с. Рудка с. Рыжевка с. Садовое с. Самара с. Сергеевка с. Синяк с. Смоляниковка с. Соляники с. Соханы с. Старые Вирки с. Степановка с. Стрельцово с. Стукаловка с. Сульское с. Супруновка с. Сушилино с. Терещенки пос. Тимирязевка с. Толстая с. Тучное пгт Ульяновка с. Цимбаловка с. Червановка с. Червоное с. Череватовка пос. Шевченковка с. Шкуратовка с. Шпиль с. Штановка с. Янченки |

#### Ликвидированные населённые пункты
| с. Ващенки с. Вилки с. Галицкое | с. Грицаев с. Кобзари с. Комунары | с. Мылово с. Сиротино с. Сорокино | с. Старозинов |

## Культура
- Район-побратим Белопольского района — Глушковский район Курской области России[7]